# Operación Tumbler-Snapper
La Operación Tumbler-Snapper fue una serie de pruebas atómicas realizadas por Estados Unidos entre abril y junio de 1952 en el Sitio de Pruebas de Nevada.
Esta serie Tumbler-Snapper fue precedida por la operación Buster Jangle y seguida por la operación Ivy.

## Dos fases
La fase «Tumbler» consistió en tres lanzamientos desde el aire que estaban destinados a explicar las discrepancias entre el daño de la onda expansiva real y el estimado, que se observó en detonaciones anteriores, y establecer con mayor precisión la altura óptima de la detonación, para crear el máximo daño.
La fase «Snapper» consistió en una bomba lanzada desde un avión y cuatro explosiones desde una torre, destinadas a probar varios desarrollos de nuevas armas atómicas.

## Experimentos con seres humanos

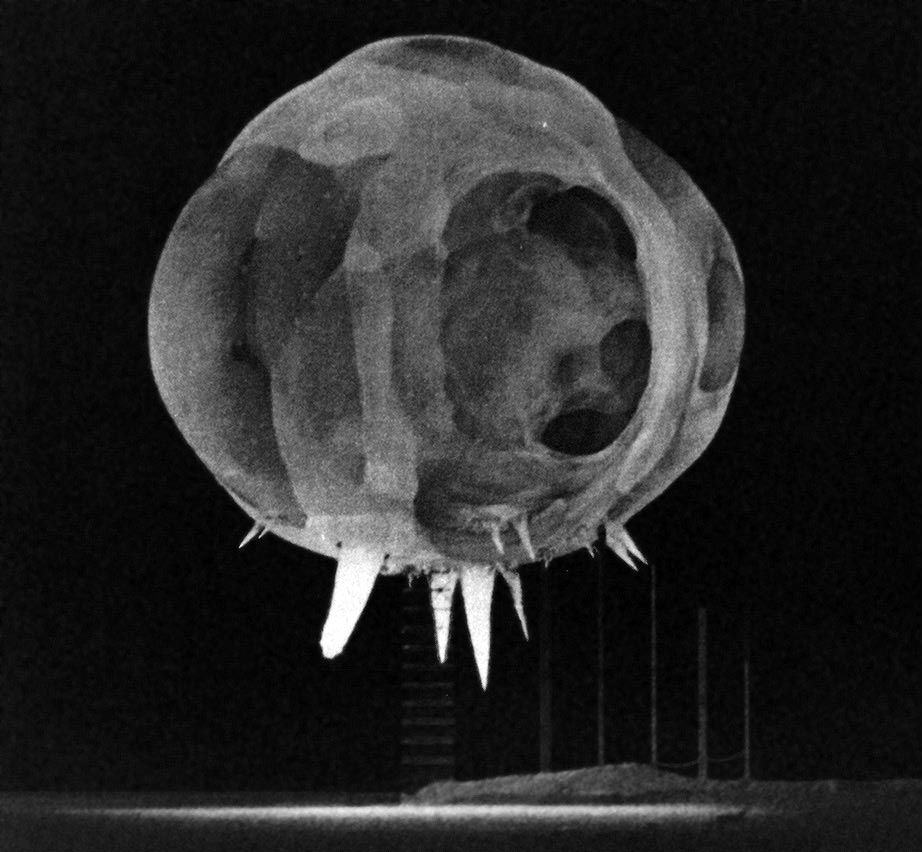
Fotografía tomada pocos milisegundos después de la detonación de una de las bombas atómicas de la operación Tumbler-Snapper (1952) con una cámara Rapatronic. La torre de la detonación se puede ver débilmente en el «rayo» central inferior.

Durante la serie de pruebas tuvo lugar el ejercicio militar Desert Rock IV, con la participación de 7350 soldados. Durante las explosiones de las bombas Charlie, Dog y George los soldados realizaron entrenamientos de guerra (para observar los efectos de la radiación en personas), mientras que durante la explosión de la bomba Fox los soldados se limitaron a observar la explosión a corta distancia.

## Lista de las bombas de esta serie
Las bombas individuales fueron:
| Nombre  | Fecha               | Área   | Potencia | Dispositivo | Tipo        | Propósito                  |
| ------- | ------------------- | ------ | -------- | ----------- | ----------- | -------------------------- |
| Able    | 1 de abril de 1952  | Área 5 | 1 kt     |             | desde avión | efectos del arma           |
| Baker   | 15 de abril de 1952 | Área 7 | 1 kt     |             | desde avión | efectos del arma           |
| Charlie | 22 de abril de 1952 | Área 7 | 31 kt    |             | desde avión | efectos del arma           |
| Dog     | 1 de mayo de 1952   | Área 7 | 19 kt    | TX-7        | desde avión | desarrollo de nuevas armas |
| Easy    | 7 de mayo de 1952   | Área 1 | 12 kt    |             | torre       | desarrollo de nuevas armas |
| Fox     | 25 de mayo de 1952  | Área 4 | 11 kt    | Mark 5      | torre       | desarrollo de nuevas armas |
| George  | 1 de junio de 1952  | Área 3 | 15 kt    | Mark 5      | torre       | desarrollo de nuevas armas |
| How     | 5 de junio de 1952  | Área 2 | 14 kt    |             | torre       | desarrollo de nuevas armas |